# 東海オンエア〜上京フェス2020〜
『東海オンエア〜上京フェス2020〜』（とうかいオンエア じょうきょうフェス）は、2020年12月28日から12月30日まで3夜連続で24:24 - 24:54に日本テレビで放送された東海オンエアの地上波初冠番組である。

## 概要
愛知県岡崎市を拠点に活動するYouTuberグループの東海オンエアが東京及び日本テレビ社屋を舞台に様々な企画を行うロケバラエティー。
年末の深夜に三夜連続で放送された。
放送終了後にHuluにて地上波未公開シーンが配信され、30日の放送終了後には、Huluオリジナル企画も配信された。

## 出演者
- 東海オンエア
- デヴィ夫人
- 寺島淳司（日本テレビアナウンサー）

## 放送リスト
| 放送日   | 放送内容                                                                          |
| -------- | --------------------------------------------------------------------------------- |
| 12月28日 | 東京の一流レストランで大暴れ!フルコースに俺らの料理混ぜてもバレないんじゃね!?     |
| 12月29日 | 日テレで大暴れ!真夜中のテレビ局BINGOバトル!                                       |
| 12月30日 | テレビの美術さんと大暴れ!ド派手な装置使ったら、最高のリアクションとれるんじゃね!? |
| 配信限定 | 東海オンエア ノーパンバスツアー                                                   |

## ネット局
| 放送対象地域 | 放送局                | 系列           | 放送日時                                                             | ネット状況 |
| ------------ | --------------------- | -------------- | -------------------------------------------------------------------- | ---------- |
| 関東広域圏   | 日本テレビ（NTV）     | 日本テレビ系列 | 24:24 - 24:54                                                        | 制作局     |
| 北海道       | 札幌テレビ（STV）     | 日本テレビ系列 | 24:24 - 24:54                                                        | 同時ネット |
| 岩手県       | テレビ岩手（TVI）     | 日本テレビ系列 | 24:24 - 24:54                                                        | 同時ネット |
| 福島県       | 福島中央テレビ（FCT） | 日本テレビ系列 | 24:24 - 24:54                                                        | 同時ネット |
| 長野県       | テレビ信州（TSB）     | 日本テレビ系列 | 24:24 - 24:54                                                        | 同時ネット |
| 福岡県       | 福岡放送（FBS）       | 日本テレビ系列 | 24:24 - 24:54                                                        | 同時ネット |
| 長崎県       | 長崎国際テレビ（NIB） | 日本テレビ系列 | 24:24 - 24:54                                                        | 同時ネット |
| 中京広域圏   | 中京テレビ（CTV）     | 日本テレビ系列 | 2021年3月3日 26:04 - 26:34 3月4日 26:10 - 26:40 3月5日 26:44 - 27:14 | 遅れネット |

## スタッフ
- 企画：岩瀬優子
- 演出：須原翔、大矢啓太
- ナレーター：大江戸よし々
- TM：渡邊勇二
- 美術プロディーサー：滋田由布子
- 美術協力：日テレアート、テルミック
- デザイン：大住啓介
- 特効：堀田秀二郎
- メイク：奥松かつら
- 電飾：花谷恭祐
- 車両：住吉桂一郎
- ロケ技術：小野寺康敏、八木原輝
- 技術協力：NiTRo、極東電視台
- 編集協力：ヌーベルアージュ
- 編集：江川武尊
- MA：藤井光洋
- 音効：岡田淳一
- CGタイトル：平池優太
- 制作デスク：難破亜矢
- TK：山沢啓子
- 撮影協力：東京ドーム
- AD：小森絵理香、能元春香、佐藤花穂、中本星亜
- AP：高橋宏美、本間愛海
- ディレクター：田場亮耶、長谷川美典、米山敦也
- プロデューサー：沢田健介、中附智貴
- チーフプロデューサー：江成真二
- 制作協力：極東電視台
- 制作著作：日テレ、HJホールディングス